# معبر (مدينة)
معبر هي مدينة يمنية وهي مركز مديرية جهران بمحافظة ذمار اليمنية، بلغ تعداد سكانها 29809 نسمة حسب الإحصاء الذي أجري عام 2004، وتعتبر الزراعة هي أهم موارد هذه المديرية والمصدر الأساسي لدخل غالبية سكان المنطقة.

## الموقع
تقع في الجهة الشمالية من مدينة ذمار بمسافة ما يقارب 35 كيلومتر ويمر بها الخط الرئيسي الرابط بين العاصمة صنعاء والمحافظات الجنوبية.